# Kyrene
Kyrene (of Cyrene) (Oudgrieks: Κυρήνη) was in de Griekse mythologie de dochter van Hypseus, koning van de Lapiden, en Khidanope. Toen een leeuw de schapen van haar vader aanviel, vocht Kyrene met haar vader. Apollo, die daar ook aanwezig was, werd onmiddellijk verliefd op haar, en hij nam haar mee naar Noord-Afrika, en stichtte de stad Cyrene in haar naam. De regio aldaar, Cyrenaica, is ook naar haar vernoemd. Kyrene had samen met Apollo een zoon: Aristaios.
In Xena: Warrior Princess heet de moeder van Xena: Cyrene.